# Bladud

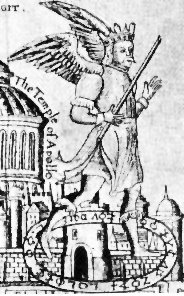
Una imagen de Bladud intentando volar con sus alas artificiales (del Lyte Pedigree de 1605).

Bladud o Blaiddyd es un rey legendario de los britanos, aunque no hay evidencia histórica de su existencia efectiva. Se lo menciona por primera vez en la Historia Regum Britanniae de Godofredo de Monmouth (c. 1136), la cual lo describe como el hijo del rey Rud Hud Hudibras, y el décimo gobernante en la línea del primer rey, Bruto, diciendo que Bladud era contemporáneo del profeta bíblico Elías (siglo IX a. C.).
Un Bleydiud hijo de Caratauc se menciona en las genealogías galesas de Harleian MS 3859, sugiriendo a algunos que Godofredo malinterpretó un fragmento de la genealogía galesa (como las genealogías de Harleian en sí o un texto relacionado). La forma galesa del nombre se da como Blaiddyd en los manuscritos del Brut Tysilio (traducciones al galés de la Historia de Godofredo). El significado del nombre es "señor lobo" (galés blaidd "lobo" + iudd "señor"). En el texto se dice que fundó la ciudad de Bath. Fue sucedido por su hijo Leir (el Rey Lear de Shakespeare).
El cuento de Bladud fue posteriormente embellecido por otros autores, como John Hardyng y John Higgins, quienes escribieron en el siglo XVI.

## Leyenda

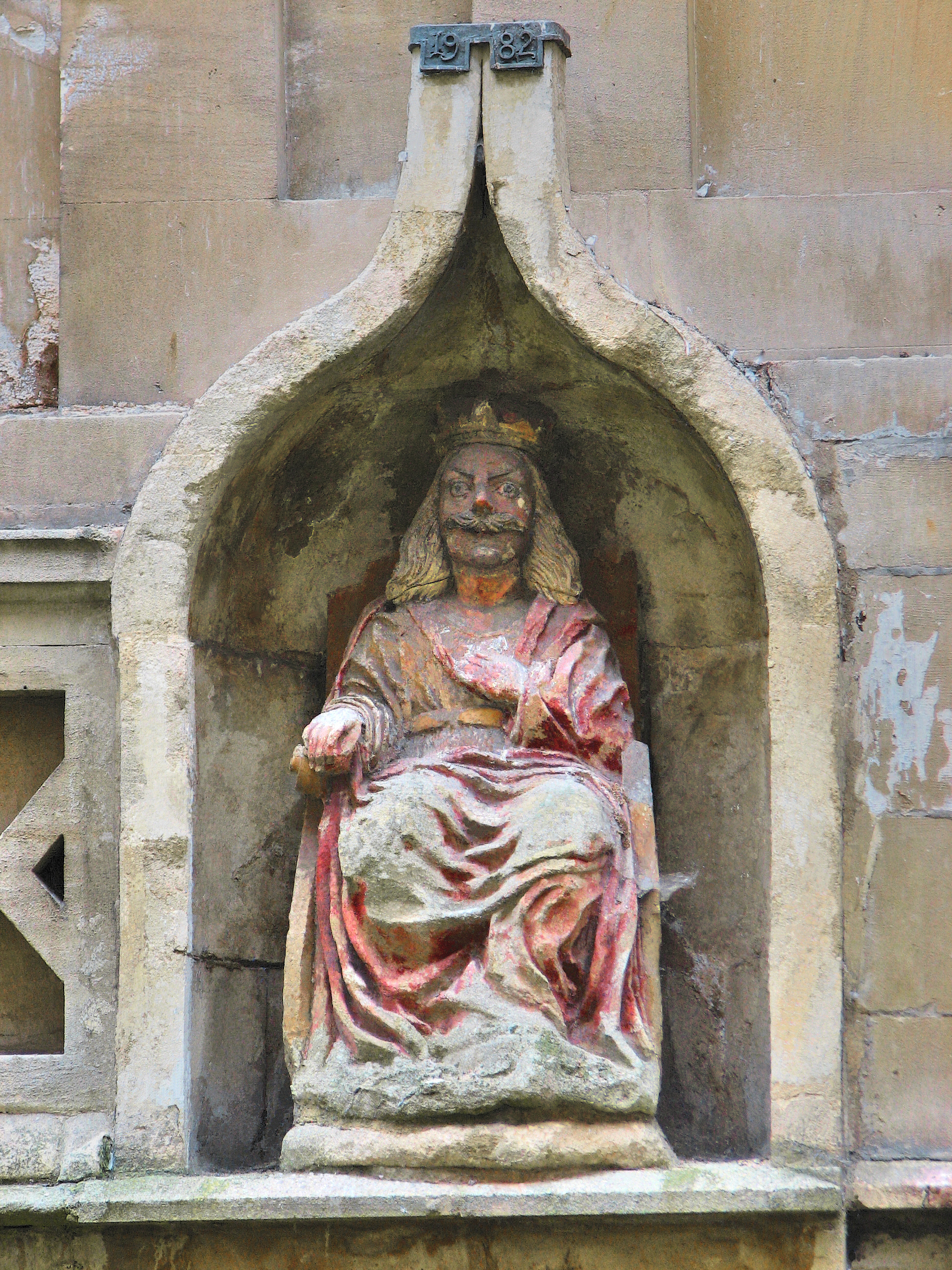
La estatua del Rey Bladud que domina el King's Bath en Bath tiene la fecha de 1699, pero su inclusión en imágenes anteriores muestra que es mucho más antigua que esta.

Supuestamente gobernó durante veinte años desde 863 a. C. o quizás 500 a. C., tiempo en el que construyó Kaerbadum o Caervaddon (Bath), creando las fuentes termales allí mediante el uso de la magia. Dedicó la ciudad a la diosa Atenea o Minerva, y en honor a ella, encendió fuegos eternos, cuyas llamas se convirtieron en bolas de piedra a medida que disminuían, y otras nuevas surgieron en su lugar: un adorno de un relato del escritor del siglo IV Solino sobre el uso del carbón local en los altares de su templo.

## Conflación con Abaris el hiperbóreo
El arquitecto de Bath del siglo XVIII John Wood el Viejo, escribió sobre Bladud y propuso la sugerencia fantasiosa de que debería identificarse con Abaris el hiperbóreo, el curandero conocido de fuentes griegas clásicas.